# Leopold Vandille
Leopold Vandille (Sijsele, 6 oktober 1929 – Damme, 4 september 2013) was een Belgisch CVP-politicus.
Hij werd burgemeester van Damme in 1992, waar hij de overleden Daniël Coens opvolgde. Vandille bleef in functie tot bij de verkiezingen van 2000. In 2001 werd hem de titel van ere-burgemeester van Damme toegekend.